# 700-е годы
700-е (семисо́тые) го́ды по юлианскому календарю — промежуток времени с 1 января 700 года по 31 декабря 709 года, включающий 700 год 10-го десятилетия VII века  и с 701 по 709 годы    1-го десятилетия VIII века 1-го тысячелетия.  Они закончились 1316 лет назад.

## Важнейшие события
- 703 год — начало бунта в Непале
- Начало VIII века — Восстание южных племён в Тибете.
- В 705 году скончался Византийский император Тиберий III.
- 15 января 708 года Сизинний стал 87 папой римским, сменив на этом посту Иоанна VII. Он скончался 4 февраля того же года и 25 марта 708-го этот пост занял Константин.
- 16 октября 708 года после сообщения о явлении Архангела Михаила, остров Mont Tombe в честь этого был переименован в Мон-Сен-Мишель[1].
- 709 год — шторм разделил Нормандские острова Джету и Херм
- Первые годы VIII века — В Индию вторгаются арабы. Мухаммед ибн Касим завоевал южную часть долины Инда, или область Синд. Образование княжеств в Мансуре и Мультане во главе с арабскими эмирами.
- Начало VIII века — Грузинская церковь принимает православие и порывает отношения с монофизитскими армянской и албанской церквями.